# Design de jocuri

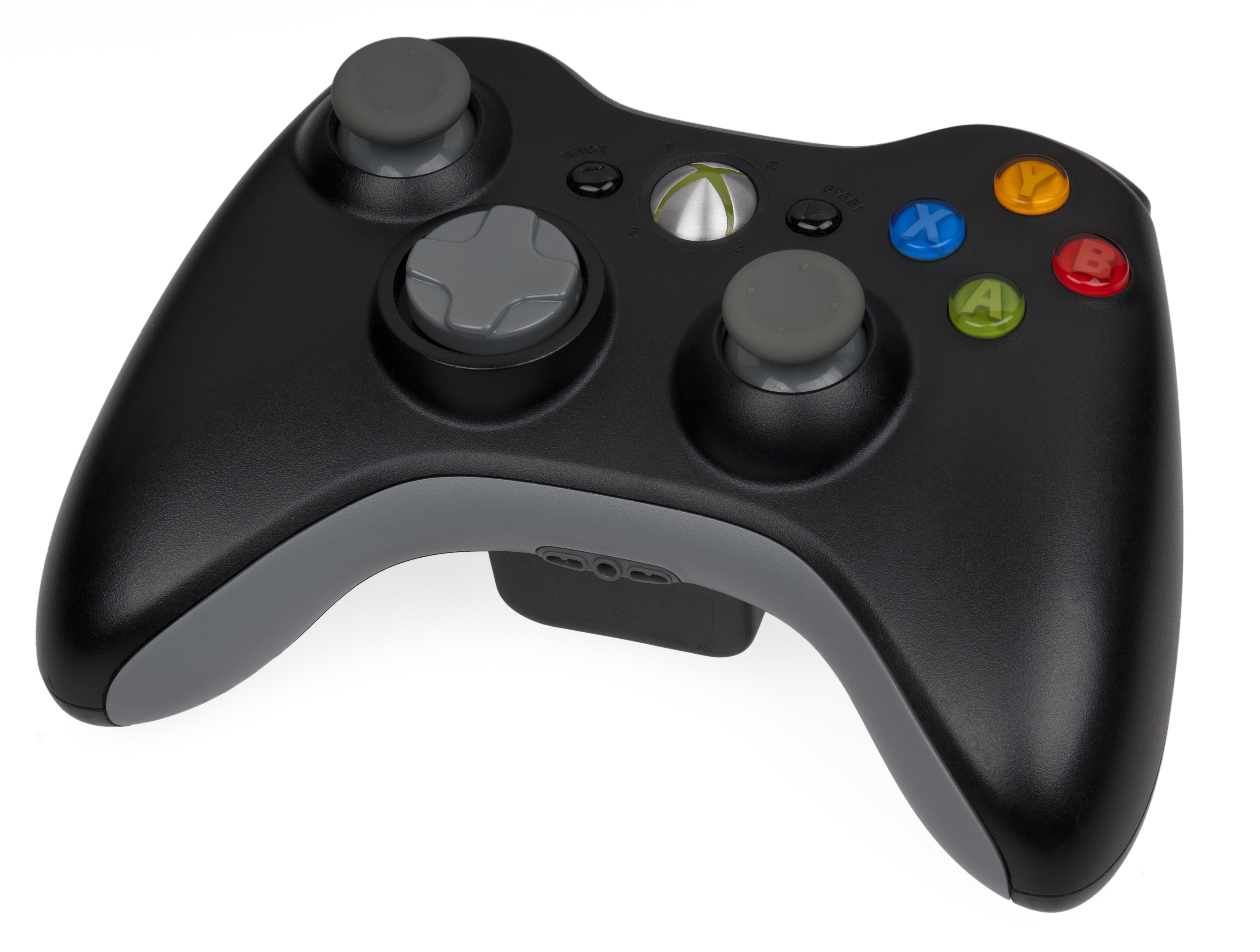
Un controller pentru consola Xbox 360 dezvoltată de Microsoft. Aceasta face parte din a șaptea generație de console

Designul de jocuri este una din etapele esențiale în dezvoltarea jocurilor în special celor video. Fiind un procedeu complex, acesta este împărțit în mai multe etape. Printre aceste etape se numară: Modul de joc, povestea, mecanica jocurilor,designul de nivel și multe altele.

## Concepte elementare de design

### Formarea unei idei
O idee generală despre joc se poate crea de către designer folosindu-și imaginația. Deși inspirarea din imaginație este cea mai des folosită metodă pentru crearea unei idei generale  despre joc, nu este singura formă prin care se poate ajunge la găsirea acesteia, astfel designer-ul se poate inspira și din diferite universuri deja existente, precum cele din filme, seriale TV sau cărți.  Spre exemplu jocuri precum Lord of the Rings: Online sau cele din seria Harry Potter sunt inspirate din franceze ce au apărut prima dată pe alt mediu.